# Carlota Cove
Die Carlota Cove (spanisch Bahía Carlota) ist eine Bucht an der Westküste von Robert Island im Archipel der Südlichen Shetlandinseln. Sie liegt zwischen der Coppermine-Halbinsel und dem Misnomer Point.
Der Name der Bucht findet sich erstmals auf einer chilenischen Landkarte aus dem Jahr 1961. Das UK Antarctic Place-Names Committee übertrug den spanischen Namen am 3. November 1974 ins Englische. Der weitere Benennungshintergrund ist nicht überliefert.